# NGC 4527
NGC 4527 este o intermediate spiral galaxy⁠(d) situată în constelația Fecioara. A fost descoperită în 23 februarie 1784 de către William Herschel. Se află la o distanță de 13,37 megaparseci de Pământ.